# EDHEC Business School
EDHEC Business School (École Des Hautes Études Commerciales du nord) je europska poslovna škola s razvedenim kampusom smještenim u Parizu, Londonu, Lilleu, Nicau i Singapuru. Osnovana 1906.
EDHEC je Financial Times 2015. rangirao na 25. mjesto među europskim poslovnim školama. Također zauzima 84. mjesto na globalnoj ljestvici sa svojim MBA programom.
Svi programi imaju trostruku akreditaciju međunarodnih udruga AMBA, EQUIS, i AACSB. Škola ima istaknute apsolvente u poslovnom svijetu i u politici, kao što su primjerice Delphine Arnault (Deputy CEO Louis Vuitton).

## Vanjske poveznice
- Službena stranica